# Kourtaliotikο Faraggi - Mοni Prevelis - Eyruteri periοchi
Kourtaliotikο Faraggi - Mοni Prevelis - Eyruteri periοchi este o arie protejată (arie specială de conservare — SAC, sit de importanță comunitară — SCI) din Grecia întinsă pe o suprafață de 3.734,03 ha, integral pe uscat.

## Localizare
Centrul sitului Kourtaliotikο Faraggi - Mοni Prevelis - Eyruteri periοchi este situat la coordonatele 35°11′44″N 24°28′32″E / 35.195586°N 24.475611°E.

## Înființare
Situl Kourtaliotikο Faraggi - Mοni Prevelis - Eyruteri periοchi a fost declarat sit de importanță comunitară în august 1996 pentru a proteja 2 specii de plante și 2 specii de animale. Situl a fost protejat și ca arie specială de conservare în martie 2011.

## Biodiversitate
Situată în ecoregiunea mediteraneană, aria protejată conține 16 habitate naturale: Straturi cu Posidonia (Posidonion oceanicae), Estuare, Faleze cu vegetație de Limonium spp. endemic de pe coastele mediteraneene, Râuri mediteraneene cu debit intermitent, cu specii de Paspalo-Agrostidion, Tufărișuri termo-mediteraneene și de pre-deșert, Sarcopoterium spinosum phryganas, Pseudostepă cu ierburi și specii anuale de Thero-Brachypodietea, Pajiști umede mediteraneene cu ierburi înalte de Molinio-Holoschoenion, Mlaștini calcaroase cu Cladium mariscus și specii de Caricion davallianae, Grohotișuri est-mediteraneene, Pante stâncoase calcaroase cu vegetație casmofită, Păduri de Platanus orientalis și Liquidambar orientalis (Platanion orientalis), Galerii și tufărișuri riverane sudice (Nerio-Tamaricetea și Securinegion tinctoriae), Păduri de Quercus brachyphylla din zona Mării Egee, Păduri de Olea și Ceratonia, Plantații de palmieri Phoenix.
La baza desemnării sitului se află mai multe specii protejate:
- plante (2): Origanum dictamnus, Phoenix theophrasti
- reptile (2): Mauremys rivulata, elaphe situla (Zamenis situla)

Pe lângă speciile protejate, pe teritoriul sitului au mai fost identificate 19 specii de plante, 3 specii de amfibieni, 3 specii de mamifere, 4 specii de reptile.